# Звєздочотов Микола Петрович
Микола Петрович Звєздочотов (біл. Мікалай Пятровіч Звездачотаў; *27 листопада 1904, Пенза, Російська імперія — †8 січня 1985) — білоруський актор. народний артист БРСР (1944).

## Біографія
Після закінчення Ленінградського театрального технікума (1929) до 1977 року працював у Білоруському театрі імені Якуба Коласа.
Яктор яскравого та потужного темпераменту. Творчість Звєздочотова вирізнялася соціальною достовірністю та змістом, виразністю та досконалістю сцен. Персонажам властива цілеспрямованість, цілісність характеру, незламність волі: Гулін («Бійці», режисер Б. Ромашов), Криниця («Тривога» А. Петрашкевича) та інші. Віртуозно та комічно виконував ролі Романюка («Калиновий гай», режисер Корнійчук), Добрих («Амністія» реж. Матуковський).